# Aeropuerto de Pisa
El Aeropuerto de Pisa o Aeropuerto Internacional Galileo Galilei (IATA: PSA, OACI: LIRP) es un aeropuerto situado en Pisa, Italia. Es uno de los dos principales aeropuertos de la región de Toscana, junto con el Aeropuerto de Florencia. Lleva el nombre de Galileo Galilei, un famoso científico de Pisa.
El aeropuerto está unido por una línea de tren con la Estación de Pisa Central y la Estación de Firenze Santa Maria Novella. También existe un enlace directo de autobús entre el aeropuerto y las ciudades de Pisa y Florencia.

## Aerolíneas y destinos
Las siguientes aerolíneas vuelan de forma regular al aeropuerto:

### Destinos nacionales
| Ciudades          | Aeropuerto                                | Aerolíneas           | Aeronaves | Frecuencias semanales |
| Italia            | Italia                                    | Italia               | Italia    | Italia                |
| ----------------- | ----------------------------------------- | -------------------- | --------- | --------------------- |
| Apulia            |                                           |                      |           |                       |
| Bari              | Aeropuerto de Bari-Palese                 | Ryanair              | B737      |                       |
| Bríndisi          | Aeropuerto de Brindisi                    | Ryanair              | B737      |                       |
| Calabria          |                                           |                      |           |                       |
| Lamezia Terme     | Aeropuerto Internacional de Lamezia Terme | Ryanair              | B737      |                       |
| Regio de Calabria | Aeropuerto de Regio de Calabria           | Ryanair              | B737      |                       |
| Cerdeña           |                                           |                      |           |                       |
| Alghero           | Aeropuerto de Alghero-Fertilia            | Ryanair              | B737      |                       |
| Cagliari          | Aeropuerto de Cagliari-Elmas              | Ryanair              | B737      |                       |
| Olbia             | Aeropuerto de Olbia-Costa Smeralda        | Volotea (Estacional) | A3xxceo   |                       |
| Sicilia           |                                           |                      |           |                       |
| Catania           | Aeropuerto de Catania-Fontanarossa        | Ryanair              | B737      |                       |
| Palermo           | Aeropuerto de Palermo-Punta Raisi         | Ryanair              | B737      |                       |
| Trapani           | Aeropuerto de Trapani-Birgi               | Ryanair              | B737      |                       |

### Destinos internacionales
| Ciudades por países | Nombre del aeropuerto                                           | Aerolíneas                                                      |
| África              | África                                                          | África                                                          |
| ------------------- | --------------------------------------------------------------- | --------------------------------------------------------------- |
| Marruecos           |                                                                 |                                                                 |
| Casablanca          | Aeropuerto Internacional Mohammed V                             | Air Arabia Maroc                                                |
| Marrakech           | Aeropuerto de Marrakech-Menara                                  | Ryanair                                                         |
| Asia                |                                                                 |                                                                 |
| EAU                 |                                                                 |                                                                 |
| Dubai               | Aeropuerto Internacional de Dubai                               | Flydubai                                                        |
| Jordania            |                                                                 |                                                                 |
| Amán                | Aeropuerto Internacional de la Reina Alia                       | Ryanair (Estacional)                                            |
| Europa              |                                                                 |                                                                 |
| Albania             |                                                                 |                                                                 |
| Tirana              | Aeropuerto Internacional Madre Teresa                           | Air Albania (Estacional) / Ryanair / Wizz Air                   |
| Alemania            |                                                                 |                                                                 |
| Berlín              | Aeropuerto de Berlín-Brandeburgo                                | easyJet / Ryanair                                               |
| Colonia (Alemania)  | Aeropuerto de Colonia/Bonn                                      | Eurowings (Estacional)                                          |
| Fráncfort del Meno  | Aeropuerto de Fráncfort del Meno                                | Air Dolomiti (Estacional)                                       |
| Memmingen           | Aeropuerto de Memmingen                                         | Ryanair (Estacional)                                            |
| Bélgica             |                                                                 |                                                                 |
| Bruselas            | Aeropuerto de Bruselas-National                                 | Ryanair (Estacional)                                            |
| Bruselas            | Aeropuerto de Charleroi-Bruselas Sur                            | Ryanair                                                         |
| Bulgaria            |                                                                 |                                                                 |
| Sofía               | Aeropuerto de Sofía                                             | Ryanair (reinicia el 30 de marzo de 2025)                       |
| Croacia             |                                                                 |                                                                 |
| Zagreb              | Aeropuerto de Zagreb-Franjo Tuđman                              | Ryanair                                                         |
| Dinamarca           |                                                                 |                                                                 |
| Billund             | Aeropuerto de Billund                                           | Ryanair (Estacional)                                            |
| Copenhague          | Aeropuerto de Copenhague-Kastrup                                | SAS (Estacional) / Norwegian Air Shuttle (Estacional) / Ryanair |
| España              |                                                                 |                                                                 |
| Barcelona           | Aeropuerto de Barcelona-El Prat                                 | easyJet (Estacional)                                            |
| Fuerteventura       | Aeropuerto de Fuerteventura                                     | Ryanair                                                         |
| Gerona              | Aeropuerto de Gerona                                            | Ryanair                                                         |
| Gran Canaria        | Aeropuerto de Gran Canaria                                      | Ryanair (Estacional)                                            |
| Ibiza               | Aeropuerto de Ibiza                                             | Ryanair (Estacional)                                            |
| Madrid              | Aeropuerto de Madrid-Barajas                                    | Ryanair                                                         |
| Málaga              | Aeropuerto de Málaga-Costa del Sol                              | Ryanair                                                         |
| Palma de Mallorca   | Aeropuerto de Palma de Mallorca                                 | Ryanair (Estacional)                                            |
| Sevilla             | Aeropuerto de Sevilla                                           | Ryanair                                                         |
| Tenerife            | Aeropuerto de Tenerife Sur                                      | Ryanair                                                         |
| Valencia            | Aeropuerto de Valencia                                          | Ryanair                                                         |
| Finlandia           |                                                                 |                                                                 |
| Helsinki            | Aeropuerto de Helsinki-Vantaa                                   | Norwegian Air Shuttle (Estacional)                              |
| Francia             |                                                                 |                                                                 |
| Beauvais            | Aeropuerto de París-Beauvais                                    | Ryanair                                                         |
| Nantes              | Aeropuerto de Nantes Atlantique                                 | Volotea (Estacional)                                            |
| París               | Aeropuerto de París-Charles de Gaulle                           | easyJet (Estacional)                                            |
| París               | Aeropuerto de París-Orly                                        | easyJet                                                         |
| Grecia              |                                                                 |                                                                 |
| Atenas              | Aeropuerto Internacional Eleftherios Venizelos                  | Aegean Airlines (Estacional)                                    |
| Cefalonia           | Aeropuerto Internacional de Cefalonia                           | Ryanair (Estacional)                                            |
| Corfú               | Aeropuerto Internacional de Corfú-Ioannis Kapodistrias          | Ryanair (Estacional)                                            |
| Isla de Cos         | Aeropuerto Internacional de Kos-Hipócrates                      | Ryanair (Estacional)                                            |
| La Canea            | Aeropuerto Internacional de La Canea                            | Ryanair (Estacional)                                            |
| Rodas               | Aeropuerto Internacional de Rodas-Diágoras                      | Ryanair (Estacional)                                            |
| Scíathos            | Aeropuerto Internacional de Scíathos - Alexandros Papadiamantis | Ryanair (Estacional)                                            |
| Hungría             |                                                                 |                                                                 |
| Budapest            | Aeropuerto de Budapest-Ferenc Liszt                             | Ryanair                                                         |
| Irlanda             |                                                                 |                                                                 |
| Cork                | Aeropuerto de Cork                                              | Ryanair (Estacional)                                            |
| Dublín              | Aeropuerto de Dublín                                            | Aer Lingus (Estacional) / Ryanair                               |
| Letonia             |                                                                 |                                                                 |
| Riga                | Aeropuerto Internacional de Riga                                | airBaltic (Estacional)                                          |
| Lituania            |                                                                 |                                                                 |
| Kaunas              | Aeropuerto de Kaunas                                            | Ryanair (Estacional)                                            |
| Malta               |                                                                 |                                                                 |
| Malta               | Aeropuerto Internacional de Malta                               | Ryanair                                                         |
| Noruega             |                                                                 |                                                                 |
| Oslo                | Aeropuerto de Oslo-Gardermoen                                   | Norwegian Air Shuttle (Estacional) / SAS (Estacional)           |
| Oslo                | Aeropuerto de Sandefjord-Torp                                   | Ryanair (Estacional)                                            |
| Países Bajos        |                                                                 |                                                                 |
| Ámsterdam           | Aeropuerto de Ámsterdam-Schiphol                                | easyJet (Estacional) / Transavia (Estacional)                   |
| Eindhoven           | Aeropuerto de Eindhoven                                         | Ryanair                                                         |
| Polonia             |                                                                 |                                                                 |
| Breslavia           | Aeropuerto de Breslavia-Copérnico                               | Ryanair                                                         |
| Cracovia            | Aeropuerto de Cracovia-Juan Pablo II                            | Ryanair                                                         |
| Gdansk              | Aeropuerto de Gdańsk-Lech Wałęsa                                | Ryanair (Estacional)                                            |
| Katowice            | Aeropuerto Internacional de Katowice                            | Wizz Air (inicia el 2 de junio de 2025)                         |
| Varsovia            | Aeropuerto de Varsovia-Chopin                                   | Wizz Air (inicia el 1 de abril de 2025)                         |
| Portugal            |                                                                 |                                                                 |
| Lisboa              | Aeropuerto de Lisboa                                            | Ryanair (Estacional)                                            |
| Oporto              | Aeropuerto de Oporto-Francisco Sá Carneiro                      | Ryanair                                                         |
| Reino Unido         |                                                                 |                                                                 |
| Birmingham          | Aeropuerto de Birmingham                                        | Jet2 (Estacional) / Ryanair (Estacional)                        |
| Bristol             | Aeropuerto Internacional de Brístol                             | easyJet                                                         |
| Edimburgo           | Aeropuerto de Edimburgo                                         | Ryanair (Estacional)                                            |
| Glasgow             | Aeropuerto de Glasgow Prestwick                                 | Ryanair (Estacional)                                            |
| Leeds               | Aeropuerto Internacional de Leeds Bradford                      | Jet2 (Estacional)                                               |
| Londres             | Aeropuerto de Londres-Heathrow                                  | British Airways                                                 |
| Londres             | Aeropuerto de Londres-Gatwick                                   | easyJet                                                         |
| Londres             | Aeropuerto de Londres-Luton                                     | easyJet                                                         |
| Londres             | Aeropuerto de Londres-Southend                                  | easyJet (Estacional) (inicia el 31 de marzo de 2025)            |
| Londres             | Aeropuerto de Londres-Stansted                                  | Ryanair                                                         |
| Mánchester          | Aeropuerto de Mánchester                                        | easyJet (Estacional) / Jet2 (Estacional) / Ryanair              |
| República Checa     |                                                                 |                                                                 |
| Praga               | Aeropuerto de Praga-Václav Havel                                | Ryanair                                                         |
| Rumania             |                                                                 |                                                                 |
| Bucarest            | Aeropuerto Internacional de Bucarest-Henri Coandă               | Ryanair / Wizz Air                                              |
| Suecia              |                                                                 |                                                                 |
| Estocolmo           | Aeropuerto de Estocolmo-Arlanda                                 | Norwegian Air Shuttle (Estacional) / Ryanair (Estacional)       |
| Gotemburgo          | Aeropuerto de Gotemburgo-Landvetter                             | Ryanair (Estacional)                                            |

## Estadísticas
Ver fuente y consulta Wikidata.